# Dactylorhiza grandis
Dactylorhiza grandis là một loài thực vật có hoa trong họ Lan. Loài này được (Druce) P.F.Hunt mô tả khoa học đầu tiên năm 1971.